# Fosthiazat
Fosthiazat ist eine chemische Verbindung aus der Gruppe der Thiophosphorsäureester.

## Gewinnung und Darstellung
Fosthiazat kann durch Reaktion von 2-Oxo-3-thiazolidin mit S-sec-Butyl-O-ethyl-phosphorchloridothioat in Toluol gewonnen werden.
Möglich ist ebenfalls die Darstellung durch Reaktion von Phosphortrichlorid mit Ethanol, sec-Butylmercaptan und Thiazolidin-2-on.

## Eigenschaften
Fosthiazat ist eine farblose bis gelbe Flüssigkeit, die löslich in Wasser ist. Es ist gegenüber Hydrolyse stabil bei einem pH-Wert von 5 und 7, und zerfällt zur Hälfte in 3,2 Tagen bei einem pH-Wert von 9.

## Verwendung
Fosthiazat wird als Wirkstoff in Pflanzenschutzmitteln verwendet. Es wird als Nematizid im Ackerbau (Kartoffeln) eingesetzt. Es wirkt in erster Linie gegen die zystenbildenden Arten Globodera rostochiensis und G. pallida sowie gegen freilebende Pratylenchus-, Trichodorus- und gallenbildende Meloidogyne-Arten. Da Fosthiazat auch insektizide Eigenschaften besitzt, kommt als Nebeneffekt eine Reduzierung des Befalls von Kartoffelknollen durch Drahtwürmer (Agriotes spp.) zustande. Die Wirkung beruht auf der Hemmung der Acetylcholinesterase.

## Zulassung
In der Europäischen Union können fosthiazathaltige Pflanzenschutzmittel seit 2004 für Anwendungen als Nematizid zugelassen werden. Seit 2011 ist die Zulassung auch für Anwendungen als Insektizid möglich.
In Österreich und der Schweiz sind keine Pflanzenschutzmittel mit diesem Wirkstoff zugelassen. Fosthiazat ist seit 2004 in Deutschland zugelassen.